# Belville (Novi Beograd)
Pour les articles homonymes, voir Belville.
Belville (en serbe cyrillique : Белвил ; en serbe latin : Belvil), également connu sous le nom de Univerzitetsko selo (en serbe cyrillique : Универзитетско село), le « village universitaire », est un nouveau quartier de Belgrade, la capitale de la Serbie. Il est situé dans la municipalité de Novi Beograd et a été inauguré en 2009.
Le nom de Belville provient de Belleville, un nom relativement courant pour des quartiers en France, au Canada et aux États-Unis.

## Localisation
Belville est situé dans le Blok 67 de Novi Beograd. Il est délimité par les rues Jurija Gagarina, Španskih boraca, Đorđa Stanojevića et Dr Agostina Neta.

## Ensemble résidentiel
Belville occupe une superficie d'environ 14 ha et est constitué de 14 immeubles résidentiels et de deux immeuble d'affaires. 333 magasins occupent le rez-de-chaussée des immeubles résidentiels. Le parking souterrain du quartier peut accueillir plus de 1300 véhicules ; en outre, le parking extérieur peut fournir plus de 600 places. Deux ascenseurs par immeubles mènent aux garages souterrains.

L'investisseur principal dans le projet de Belville est la société de construction Block 67 Associates, créée par Delta Real Estate et Hypo Alpe-Adria-Bank a.d.. L'ensemble a été conçu par l'architecte Milutin Gec, tandis que les autres projets ont été confiés à la société Mašinoprojekt. L'administration et la supervision du projet ont été réalisées par la société Mace doo, fondée par le Mace Group. Les travaux de constructions ont été réalisés par les sociétés Deneza M. Montera, GK Kocić, Eksing, Grading, Gredina, Ratko Mitrović Dedinje et Integral Banja Luka.
Le projet a été lancé en août 2006 et la construction a commencé en juin 2007. Les clés ont été remises aux propriétaires des appartements le 8 décembre 2009.
Chacun des immeubles, hauts de 10 à treize étages, porte un nom de fleur : rose, tulipe, lys, lilas, jacinthe, cyclamen, giroflée, lys des vallées, tournesol, mimosa, violette, pissenlit, calendula et iris.
À proximité du quartier se trouve le grand centre commercial de Delta City.

## Universiade de 2009
L'Universiade d'été de 2009 s'est déroulée du 1er au 12 juillet 2009. Le complexe de Belville a accueilli près de 9 000 athlètes venus de 145 pays. Il a été officiellement inauguré comme village universitaire le 24 juin 2009.

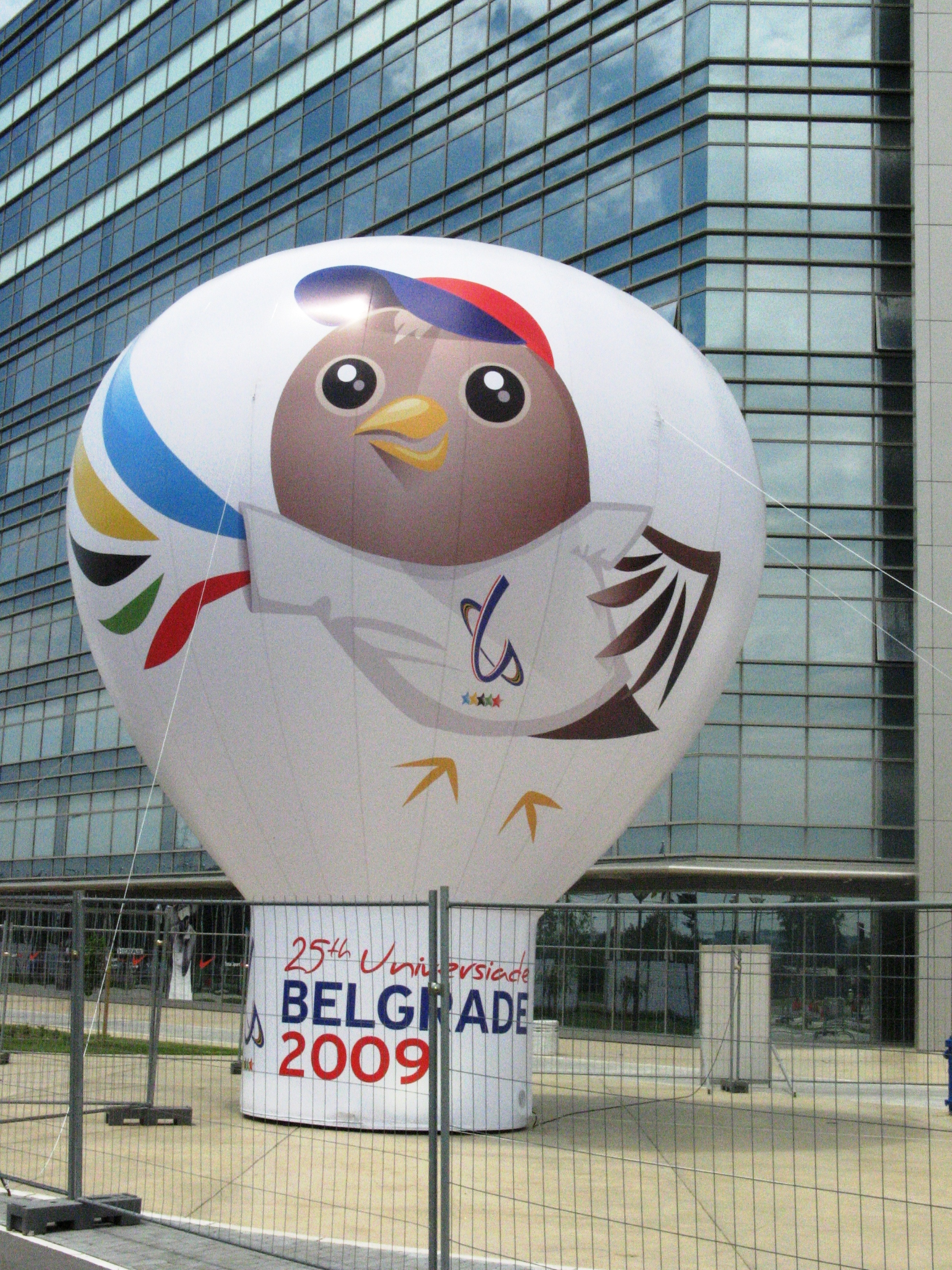
La mascotte de l'Universiade d'été de 2009